# Raízes do Brasil (filme)
O filme Raízes do Brasil é um documentário dirigido por Nelson Pereira dos Santos a respeito da vida e da obra do escritor e jornalista Sérgio Buarque de Holanda, autor da obra Raízes do Brasil.
O lançamento do longa-metragem no Brasil, em 2004, foi uma homenagem ao centenário de nascimento de Sérgio Buarque de Holanda (1902). O documentário inclui imagens do arquivo pessoal do escritor e cenas históricas (século XX).